# Andrew Raspin
Andrew Raspin es un deportista británico que compitió en piragüismo en la modalidad de eslalon. Ganó una medalla de bronce en el Campeonato Mundial de Piragüismo en Eslalon de 1995 y una medalla de bronce en el Campeonato Europeo de Piragüismo en Eslalon de 1998.

## Palmarés internacional
| Campeonato Mundial | Campeonato Mundial                   | Campeonato Mundial | Campeonato Mundial |
| Año                | Lugar                                | Medalla            | Competición        |
| ------------------ | ------------------------------------ | ------------------ | ------------------ |
| 1995               | Nottingham (Reino Unido)             | Medalla de bronce  | K1 por equipos     |
| Campeonato Europeo |                                      |                    |                    |
| Año                | Lugar                                | Medalla            | Competición        |
| 1998               | Roudnice nad Labem (República Checa) | Medalla de bronce  | K1 individual      |